# Guàrdia Valona
La Guàrdia Valona va ser un cos d'infanteria reclutat originalment als Països Baixos espanyols, fonamentalment a la Valònia catòlica.

## Història
Era un cos escollit d'infanteria en l'Exèrcit del Rei, la creació del qual remunta a l'època en què els Països Baixos formaven part de la monarquia dels Habsburg. Es reclutaven entre els homes més aguerrits i de major alçada per a ser emprats en missions d'especial risc, com encapçalar un assalt o cobrir una retirada. Realitzaven també tasques de seguretat ciutadana. Així mateix han rebut el nom de guàrdies diversos cossos armats, encarregats de la seguretat interior i defensa de les fronteres, com va succeir amb les Guàrdies Velles de Castella.
Estava formada per flamencs o valons en nombre d'uns 4.000 homes. Després de l'emancipació d'aquells territoris, va continuar subsistint a Espanya la infanteria valona que, juntament amb l'espanyola, la irlandesa, la italiana i la suïssa, constituïen els diferents regiments de soldats professionals a la Guàrdia Real i com unitats de reforç en temps de campanya a la Cavalleria i Infanteria de l'Exèrcit espanyol.
Amb l'arribada del Rei Felip V a Espanya, es van reduir i van suspendre unitats i van incrementar amb altres noves les tropes que donaven protecció al Monarca, a l'estil de les que servien els Borbó a França. Així, al llarg del segle xviii es va crear la Guàrdia de Corps i més tard la "Guàrdia Valona".
Fins a 1794, en què els Països Baixos Austríacs (antigament Països Baixos Espanyols i actualment Bèlgica) van passar a poder de França, hi va haver a Lieja un centre de reclutament que podia allistar uns 400 o 500 homes l'any per als cossos valons. Els regiments d'infanteria valona, anomenats  Brabant ,  Flandes  i  Brussel , van ser dissolts i refosos en altres regiments en els anys 1791 i 1792, i des de llavors va quedar únicament al Real Cos de Guàrdies valones en qualitat de cos de preferència, semblant en les seves prerrogatives i avantatges al de Guàrdies espanyoles. En aquest cos es va integrar la Guàrdia valona en quedar extingit en 1820.
La Guàrdia valona va gaudir a Espanya de molt just renom conquerit pels seus valerosos fets en els camps de batalla.
Avui dia alguns dels seus descendents s'agrupen en el Cos Col·legiat de Descendents de les Reials Guàrdies Valones presidit pel comte de Gra, baró de Meer, i del qual és secretari general el comte d'Ardabani, baró de Perwez, tots dos descendents d'oficials d'aquelles Guàrdies.